# アンツィ
アンツィ（イタリア語: Anzi）は、イタリア共和国バジリカータ州ポテンツァ県にある、人口約1,600人の基礎自治体（コムーネ）。

## 地理

### 位置・広がり

#### 隣接コムーネ
隣接するコムーネは以下の通り。
- アブリオーラ
- ブリンディジ・モンターニャ
- カルヴェッロ
- カステルメッツァーノ
- ラウレンツァーナ
- ピニョーラ
- ポテンツァ
- トリヴィーニョ